# Bernhard Häring

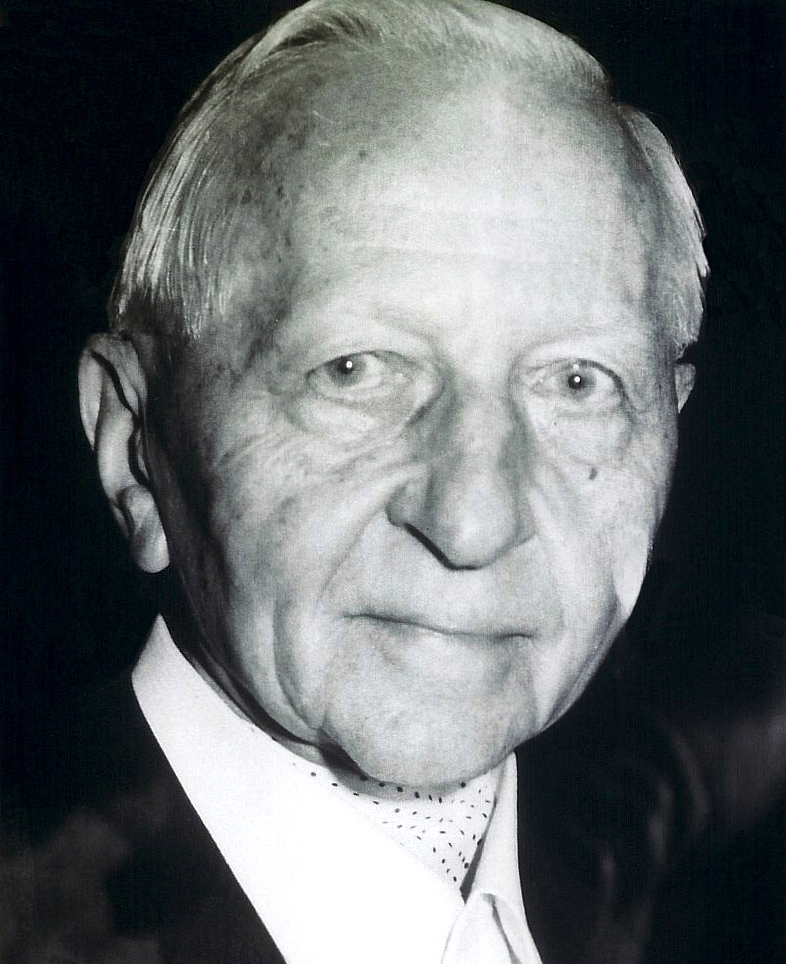
Bernhard Häring.

Bernhard Häring, född den 10 november 1912 i Böttingen vid Spaichingen, död den 3 juli 1998 i Gars am Inn, var en tysk romersk-katolsk moralteolog, som tillhörde redemptoristorden. 
Bernhard Häring var från 1951 till 1987 professor i moralteologi vid redemptoristernas teologiska högskolan. Accademia Alfonsiana, i Rom. Vid Andra Vatikankonsiliet var han teologisk rådgivare (peritus). Mot slutet av sitt liv kom han i konflikt med Troskongregationen.